# Phyllis Logan
Phyllis Margaret Logan (Paisley, Escocia, Reino Unido; 11 de enero de 1956) es una actriz británica de cine y televisión nominada al premio BAFTA y conocida por los papeles de la señora Hughes en Downton Abbey, Lady Jane Felsham en Lovejoy y como Monica Purley en Secretos y mentiras. Fue nominada a los premio BAFTA en la categoría de mejor actriz por su papel de Janie en Another Time, Another Place.

## Filmografía
| Año  | Película                               | Personaje                     | Notas |
| ---- | -------------------------------------- | ----------------------------- | --- |
| 1977 | Red Dress                              |                               | Telefilm |
| 1980 | The White Bird Passes                  | Janie (de 16 años)            | Telefilm |
| 1980 | Shoestring                             | Linda                         | Serie de TV (episodio "Mocking Bird") |
| 1981 | Play for Today                         | Nancy Parks                   | Serie de TV (episodio "The Good Time Girls")                                                                                                  |
| 1983 | Every Picture Tells a Story            | Agnes Scott                   | |
| 1983 | Another Time, Another Place            | Janie                         | BAFTA Film Award for Most Outstanding Newcomer to Film BAFTA Film Award for Best Actress Evening Standard British Film Award for Best Actress |
| 1984 | The Dress                              | Julia                         | cortometraje |
| 1984 | 1984                                   | Anunciador de la telepantalla | |
| 1984 | The Chain                              | Alison                        | |
| 1985 | Time and the Conways                   | Kay                           | Telefilm |
| 1985 | The Doctor and the Devils              | Elizabeth Rock                | |
| 1986 | Scotch and Wry                         | Varios personajes             | video |
| 1986 | Screen Two                             | Anne                          | Serie de TV (episodio "The McGuffin") |
| 1986 | L'inchiesta                            | Claudia Procula               | |
| 1986 | Lovejoy                                | Lady Jane Felsham             | Serie de TV (1986-1994) |
| 1987 | First Sight                            | Kathy                         | Serie de televisión (episodio "Extras") |
| 1987 | The Kitchen Toto                       | Janet Graham                  | |
| 1987 | Bust                                   | Sheila Walsh                  | Serie de TV |
| 1988 | The Legendary Life of Ernest Hemingway |                               | |
| 1988 | Hannay                                 | Alison Ross                   | Serie de TV (1 episodio: "Act of Riot") |
| 1989 | The Angry Earth                        | Mary Penrys Jones             | |
| 1989 | Screen Two                             | Alison                        | Serie de TV |
| 1989 | And a Nightingale Sang                 | Helen                         | Telefilm |
| 1989 | Golden Eye                             | Ann Fleming                   | Telefilm |
| 1990 | Il Sole Buio                           | Abogada Camilla Staffa        | |
| 1991 | Screen One                             | Dora                          | Serie de TV (episodio "Happy Feet") |
| 1991 | The Play on One                        | Dr. Ruth Kovacs               | Serie de TV (2 episodios) |
| 1992 | Freddie as F.R.O.7.                    | Nessie                        | Voz |
| 1993 | Franz Kafka's It's a Wonderful Life    | Frau Bunofsky                 | Cortometraje |
| 1993 | Soft Top Hard Shoulder                 | Karla                         | |
| 1993 | Silent Cries                           | Nancy Muir                    | |
| 1993 | Love and Reason                        | Lou Larson                    | Serie de TV |
| 1995 | Kavanagh QC                            | Samantha Fisher               | Serie de TV (episodio "A Family Affair") |
| 1995 | The Big One                            | Mrs Wilde                     | Telefilm |
| 1995 | Chiller                                | Anna Spalinsky                | Serie de TV (episodio "Here Comes The Mirror Man")                                                                                            |
| 1996 | Pie in the Sky                         | Det. Supt. Chalmers           | Serie de TV (episodio "Coddled Eggs") |
| 1996 | Secretos y mentiras                    | Monica Purley                 | |
| 1996 | Inspector Morse                        | Julia Stevens                 | Serie de TV (episodio "The Daughters of Cain")                                                                                                |
| 1997 | Shooting Fish                          | Mrs Ross                      | |
| 1997 | An Unsuitable Job for a Woman          | Elizabeth Leaming             | Serie de TV (episodio "Sacrifice") |
| 1998 | Invasion: Earth                        | Jefe de escuadrón Helen Knox  | Serie de TV (episodio "The Last War") |
| 1999 | Midsomer Murders                       | Kate Merrill                  | Serie de TV (episodio "Strangler's Wood") |
| 1999 | Holby City                             | Muriel McKendrick             | Serie de TV |
| 1999 | Rab C. Nesbitt                         | Jenny Welthorpe               | Serie de TV (episodio "Commons") |
| 1999 | All the King's Men                     | Mary Beck                     | Telefilm |
| 1999 | Heartbeat                              | Julia Kendall                 | TV series ("Stag at Bay") |
| 2000 | Randall and Hopkirk (Deceased)         | Harriet Banks-Smith           | Serie de TV (episodio "The Best Years of Your Death")                                                                                         |
| 2000 | Hope and Glory                         | Annie Gilbert                 | Serie de TV |
| 2001 | Crust                                  | Novia de Bill                 | |
| 2001 | NCS: Manhunt                           | Inspectora Anne Warwick       | TV movie |
| 2002 | Cheap Rate Gravity                     | Elsie                         | Cortometraje |
| 2002 | Dickens                                | Georgina Hogarth              | Miniserie de TV (episodio "Terror to the End")                                                                                                |
| 2002 | Fields of Gold                         | Rachel Greenlaw               | Telefilm |
| 2002 | The Real Jane Austen                   | Mrs Austen                    | Documental de televisión |
| 2003 | The Inspector Lynley Mysteries         | Miriam Whitelaw               | Serie de TV (episodio "Playing for the Ashes")                                                                                                |
| 2003 | Alibi                                  | Linda Brentwood               | Telefilm |
| 2003 | Agatha Christie's Poirot               | Enfermera Hopkins             | Serie de TV (episodio "Sad Cypress") |
| 2004 | Out of the Shadows                     | Liz                           | Cortometraje |
| 2004 | Dalziel and Pascoe                     | Det. Sgt. Jenny Ettrick       | Serie de TV (episodio "A Game of Soldiers")                                                                                                   |
| 2004 | Murder in Suburbia                     | Wendy Lloyd                   | Serie de TV (Episodio #1.6") |
| 2004 | Silent Witness                         | Helen Wharton                 | TV series |
| 2005 | Beneath the Skin                       | DCI Grace Shilling            | Telefilm |
| 2005 | Spooks                                 | Diana Jewell                  | Serie de TV ("Episodio #4.8") |
| 2006 | Missing                                | Karen Foster                  | Telefilm |
| 2006 | Sea of Souls                           | Elaine                        | Serie de TV (episodio "Sleeper") |
| 2006 | Spooks                                 | Diana Jewell                  | Serie de TV ("Episode #5.10") |
| 2006 | Heartbeat                              | Diane Bell                    | Serie de TV (episodio "Get Back") |
| 2007 | Trial & Retribution                    | Anna Wildsmith                | Serie de TV (episodio "Curriculum Vitae: Part 1")                                                                                             |
| 2008 | Honest                                 | Jenny                         | Serie de TV ("Episode #1.4") |
| 2008 | Taggart                                | Kathy                         | Serie de TV (1 episodio: "Trust") |
| 2008 | The Hero's Journey                     |                               | cortometraje |
| 2008 | New Tricks                             | Dr. Mathieson                 | Serie de TV (episodio "Mad Dogs") |
| 2008 | The Royal                              | Lady George Fawcett           | Serie de TV (episodio "Pastures New") |
| 2009 | Heartbeat                              | Rose Brown                    | Serie de TV (episodio "The War of the Roses")                                                                                                 |
| 2010 | Wallander                              | Inga Wallander                | Serie de TV (episodio "The Fifth Woman") |
| 2010 | Silent Witness                         | Jennifer Mears                | Serie de TV |
| 2010 | A Touch of Frost                       | Christine Moorhead            | Serie de TV |
| 2010 | Downton Abbey                          | Mrs Hughes                    | Serie de TV (2010-presente) |
| 2010 | Day of the Flowers                     | Brenda                        | |
| 2018 | Girlfriends                            | Linda                         | Serie de TV |
| 2019 | Downton Abbey                          | Mrs. Hughes                   | Película |
| 2021 | The Last Bus                           | Mary                          | Película |